# Antonio Canepa (politico 1908)
Antonio Canepa, noto anche con lo pseudonimo di Mario Turri (Palermo, 25 ottobre 1908 – Randazzo, 17 giugno 1945), è stato un militare, politico e politologo italiano, fondatore e comandante dell'Esercito volontario per l'indipendenza della Sicilia.

## Biografia
Nacque a Palermo, discendente dai Canepa, famiglia di origini genovesi stabilitasi nel Regno di Sicilia nel XVI secolo.

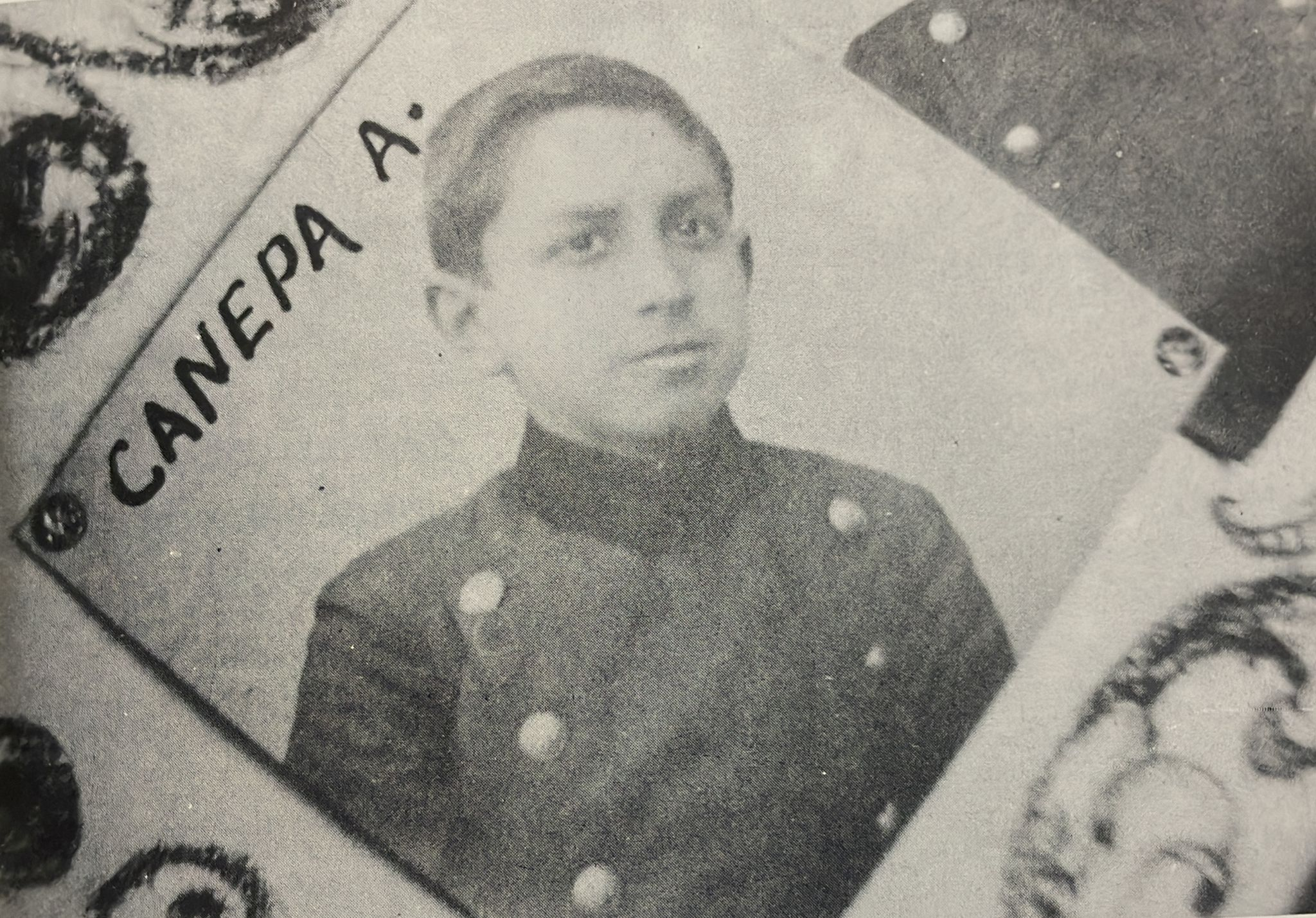
Antonio Canepa da bambino

Suo padre, Pietro, era un docente universitario. Sua madre Teresa era sorella dell’onorevole Antonino Pecoraro, deputato del Partito Popolare, e cugina di Franco Restivo, esponente democristiano in seguito più volte ministro e Presidente della Regione Siciliana.
Cresciuto alla Cala, studiò presso i gesuiti a Palermo e poi al collegio Pennisi di Acireale. Si laureò in legge all'università di Palermo nel 1930 discutendo una tesi intitolata Unità o pluralità degli ordinamenti giuridici?. Fu poi in contatto con gruppi antifascisti con i quali voleva organizzare nel 1933 un colpo di mano nella Repubblica di San Marino, al solo scopo di dimostrare la presenza attiva di forze contrarie al regime fascista. Il piano fu sventato e Canepa venne arrestato il 17 giugno 1933 insieme al fratello Luigi e ad altri esponenti, che furono condannati a pene da due a quattro anni di carcere, mentre Canepa, fingendosi infermo di mente, fu ricoverato in manicomio fino al novembre 1934. Uscito nel 1935, si dedicò allo studio e alla ricerca.

### L'insegnamento
Nel 1937 è autore del Sistema di dottrina del fascismo, opera lodata dalla rivista fascista Gerarchia., ma criticata dal Popolo d'Italia. Canepa infatti non aveva mancato di inserire nel testo anche numerose citazioni tratte da opere proibite, per svolgere così un'indiretta propaganda antifascista.
Quello stesso anno divenne professore incaricato di Storia delle dottrine politiche all'Università degli Studi di Catania, dove viene ricordato come severo docente universitario. Parallelamente intraprese con lo pseudonimo di "Mario Turri" o "prof. Bianchi" un'attività clandestina nelle file di Giustizia e Libertà con il "gruppo Etna". Nel 1939 fece amicizia con Herbert Rowland Arthur, duca di Bronte, che successivamente gli fece da tramite per collaborare con l'Intelligence Service britannica.
Sempre nel 1939, divenuto professore di Storia e dottrina del fascismo all'Università di Palermo, pubblicò il volume L'organizzazione del PNF. In questo periodo prende in affitto un appartamento a Roma, in via degli Astalli, dove si trova un cunicolo sotterraneo che collega a Palazzo Venezia.
Lo scopo sarebbe quello di introdursi nella dimora di Benito Mussolini per assassinarlo. Il passaggio tuttavia è stato murato già da tempo dalla polizia fascista proprio per massimizzare la sicurezza del duce. Il progetto dunque fallisce ancor prima della pianificazione.

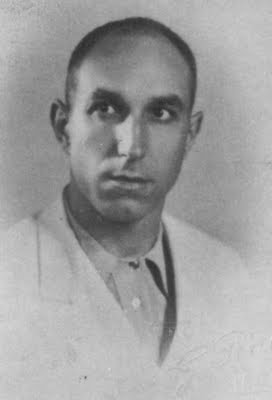
Canepa negli anni '30

### Il sicilianismo
Nel dicembre 1942 pubblicò, come Mario Turri, l'opuscolo La Sicilia ai siciliani, che fu il manifesto della sua idea di indipendentismo siciliano. Egli riteneva che l'indipendenza siciliana fosse il mezzo per l'emancipazione delle classi popolari, ponendosi così in conflitto con il progetto di separazione propugnato dagli agrari, probabile causa «non solo della divisione del movimento indipendentista, ma anche della morte stessa del Canepa».
Nello stesso periodo diresse, con alcuni suoi studenti, azioni di sabotaggio contro installazioni militari italo-tedesche in Sicilia, come l'attentato, insieme a un commando inglese, la notte del 9 giugno 1943, alla base aerea di Gerbini, a Motta Sant'Anastasia, in mano ai tedeschi.
Dopo lo sbarco in Sicilia degli Alleati fu inviato in Toscana, alla guida delle brigate Matteotti. A Firenze sembra abbia avuto anche stretti rapporti con il Partito Comunista Italiano, ma la circostanza è dubbia.
Tornato a Catania alla fine del 1944, riprese l'insegnamento universitario e si pose a capo, insieme ad Antonino Varvaro, dell'ala sinistra del Movimento Indipendentista Siciliano. Il 9 febbraio 1945 costituì una forza paramilitare clandestina, l'Esercito volontario per l'indipendenza della Sicilia (EVIS).

### La morte
La mattina del 17 giugno 1945 Canepa fu ucciso in un conflitto a fuoco con i carabinieri, in contrada Murazzu Ruttu presso Randazzo, sulla strada statale 120 in circostanze non del tutto chiare e ancora oggi al centro di un dibattito scaturito dalle interpretazioni delle diverse versioni dei verbali ufficiali. I carabinieri erano infatti appostati fin dalle cinque del mattino perché, come testimoniano i documenti del SIM, il giorno prima avevano ricevuto una “soffiata” da un confidente. Insieme a lui morirono il braccio destro, Carmelo Rosano di 22 anni, e Giuseppe Lo Giudice, di 18 anni. Una pattuglia composta dal carabiniere Calabrese, dal vicebrigadiere Cicciò e comandata dal maresciallo Rizzotto, intimò l'alt al mezzo, che non si fermò. Nella sparatoria – conclusa con l'esplosione di una bomba a mano – Lo Giudice morì sul colpo, Rosano e Canepa, in ospedale. Nando Romano sarebbe riuscito a sopravvivere; Antonino Velis e Pippo Amato fuggirono nelle campagne circostanti.
Alcuni sicilianisti hanno ipotizzato che  dietro la morte del leader dell'EVIS vi fosse la mano combinata di servizi segreti internazionali perché gli accordi di Yalta avevano già stabilito che la Sicilia dovesse far parte dell'Italia, e fosse pertanto necessario neutralizzare i focolai separatisti.
Sul luogo dell'eccidio sorge un cippo dedicato ai caduti dell'EVIS. Antonio Canepa è sepolto nel cimitero di Catania, nel viale dei siciliani illustri, accanto a Giovanni Verga e Angelo Musco.
Canepa ebbe più figli, tra cui Antonio Enrico Canepa, nato nel 1940, deputato socialista per tre legislature, morto a soli 43 anni per overdose, e Teresa Canepa.

## Scritti
- Sistema di dottrina del fascismo, 3 voll., Roma, Formiggini, 1937
- L'organizzazione del P.N.F., Palermo, Ciuni, 1939
- La Sicilia ai siciliani!, Catania, Battiato, 1944. (Pubblicato con lo pseudonimo di Mario Turri)